# セニヤ・プスラ
セニヤ・プスラ（Senja Pusula、1941年3月26日 - ）は、フィンランド、南サヴォ県ピエクサマキ出身の元クロスカントリースキー選手。 
1964年インスブルックオリンピックではトイニ・ポイスチ、ミルヤ・レートネンと組んだ リレーで銅メダルを獲得、10km6位入賞、5km9位の成績を残した。
1968年のホルメンコーレンスキー大会5kmで優勝、1970年ノルディックスキー世界選手権ではヘレナ・タカロ、マルヤッタ・カヨスマと組んだ リレーで銅メダルを獲得した。